# Валдорфско училище
Валдорфско училище се наричат училища и детски градини, прилагащи валдорфски педагогически подход.
Чрез този метод се стремят да пробудят и стимулират способностите на децата, като ги поставят в центъра на учебния процес. Идеята на валдорфската методика и преподаване е първоначалната любознателност да се превърне в трайна любов към ученето, която да се запази през целия живот. Първото такова училище е основано от Рудолф Щайнер.